# Emil Orlik
Emil Orlik (Praga, 21 de julho de 1870 – Berlim, 28 de setembro de 1932) foi um pintor, água-fortista e litógrafo nascido em Praga, então Império Austro-Húngaro, e que viveu em Praga, na Áustria e na Alemanha.

## Biografia
Emil Orlík era filho de um alfaiate. Estudou arte na escola privada de arte de Heinrich Knirr, onde um dos alunos era Paul Klee. A partir de 1891 estudou na Academia de Munique com Wilhelm Lindenschmit. Aprendeu gravura com Johann Leonhard Raab e experimentou vários processos de impressão.
Cumprido o serviço militar em Praga, regressou a Munique, onde trabalhou na revista  Jugend. A maior parte de 1898 foi passada em viagem pela Europa, visitando os Países Baixos, a Grã-Bretanha, a Bélgica e Paris. Tomou contacto com a arte japonesa, e com o impacto que esta tinha então na Europa, decidindo visitar o Japão para aprender técnicas de gravura em madeira. Partiu para a Ásia em março de  1900, parando em Hong Kong antes de atingir o Japão, onde esteve até fevereiro de 1901.
Em 1905 Emil Orlik mudou-se para Berlim e obteve um cargo na "Escola de Imagem e Ilustração" do Museu de Artes Decorativas de Berlim (Kunstgewerbemuseum), hoje parte dos Museus Estatais de Berlim. Ensinou na Academia Berlinense de Artes e Ofícios, onde um dos seus alunos foi George Grosz.

## Galeria

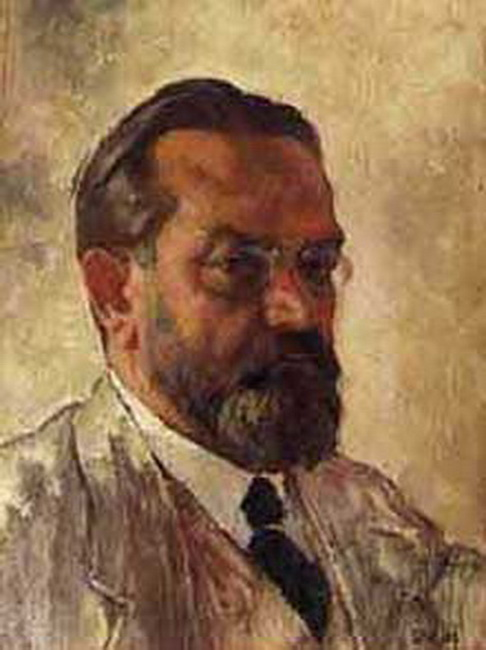
Autorretrato
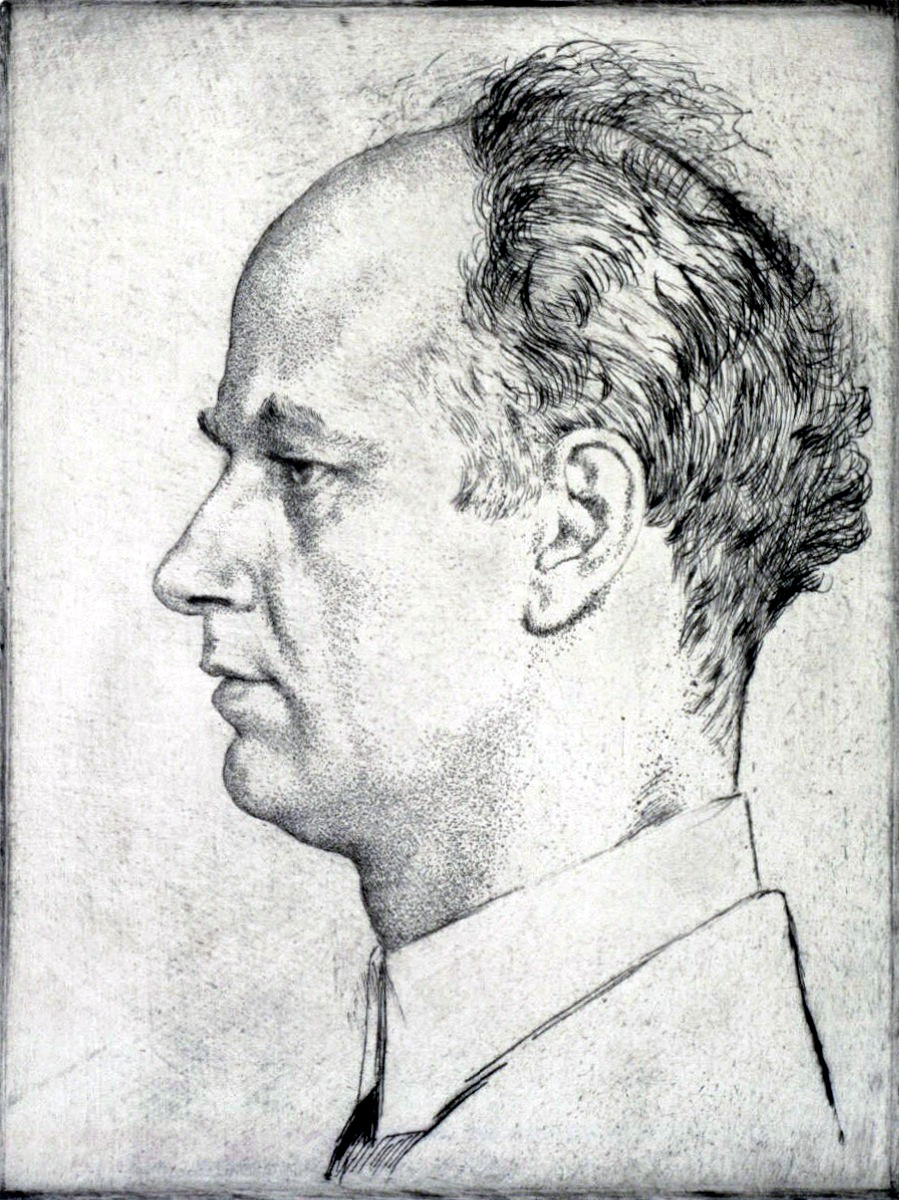
Wilhelm Furtwängler, maestro (1928) (água-forte)
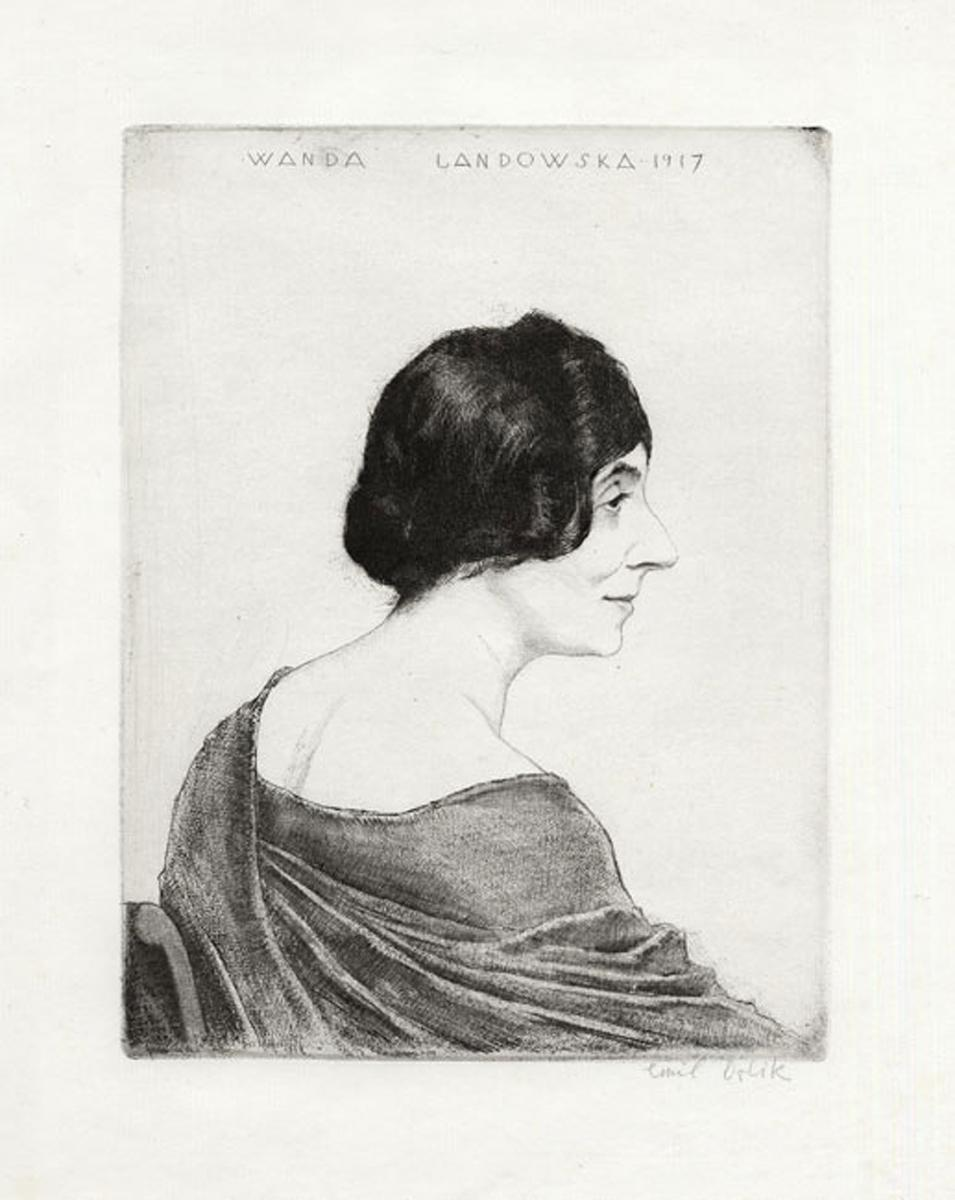
Wanda Landowska, cravista (1917)
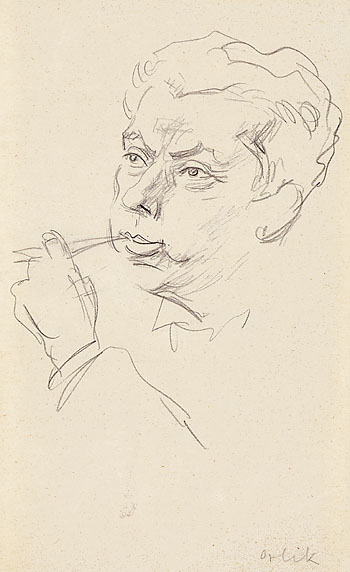
Max Reinhardt, diretor de teatro e cinema e ator
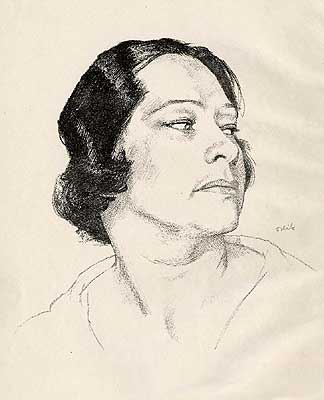
Tilla Durieux, atriz austríaca (1922)
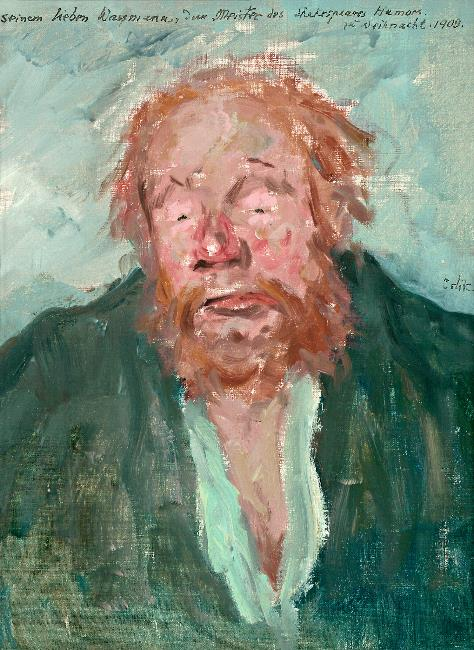
Hans Wassmann como Nick Bottom (1909)
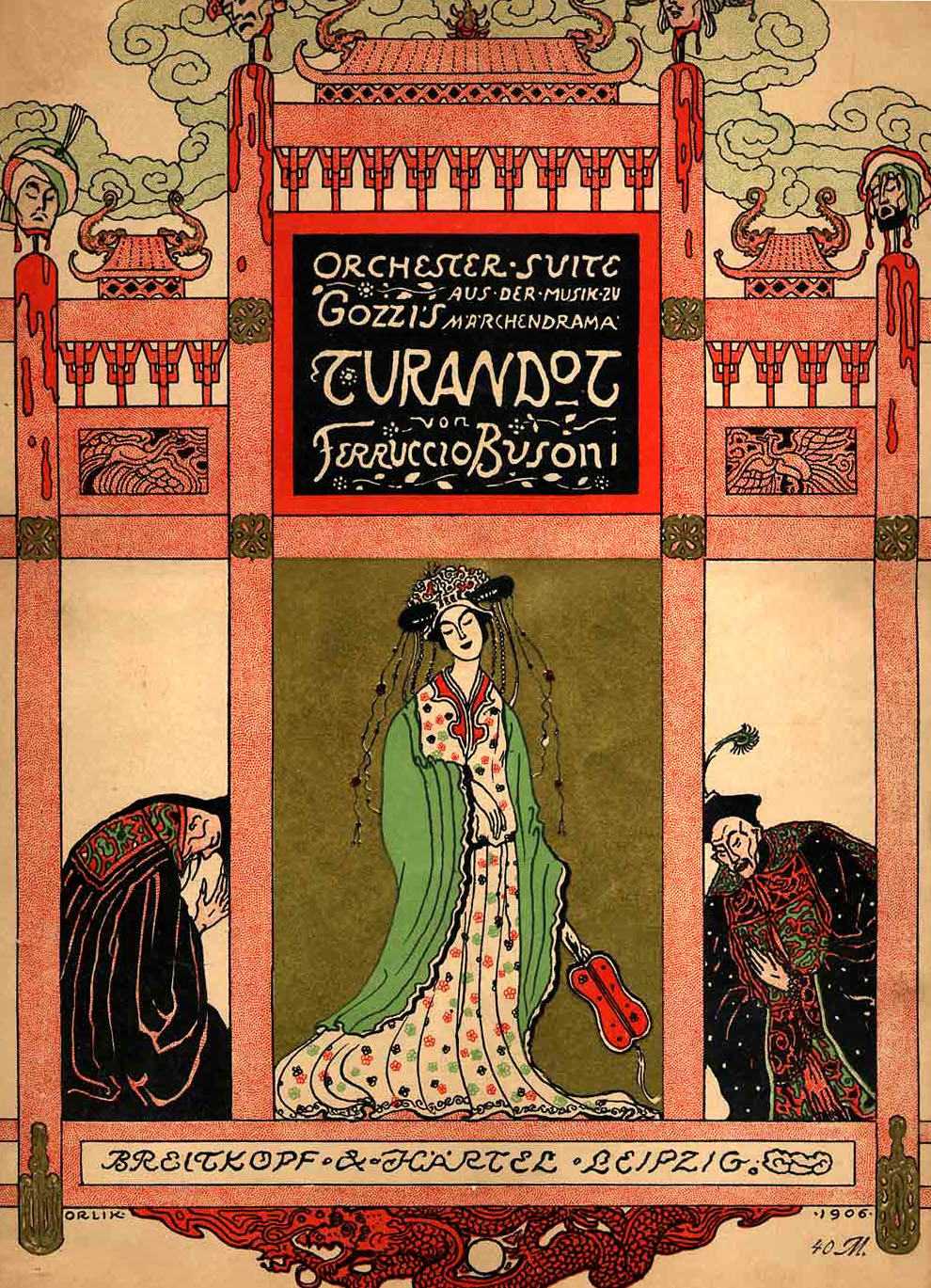
Capa para partitura de Turandot Suite por Ferruccio Busoni (1906)
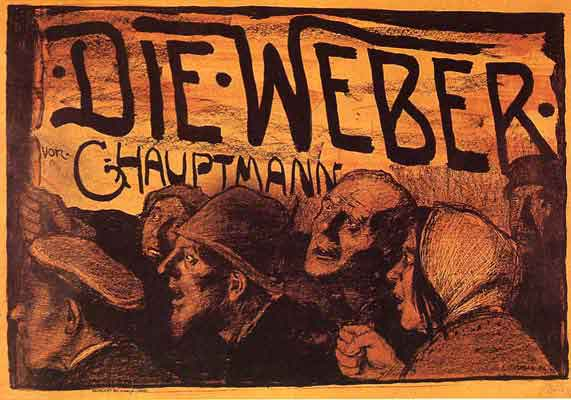
Poster para a peça Die Weber de Gerhart Hauptmann (1897)
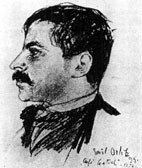
Jakob Wassermann, novelista (1899)
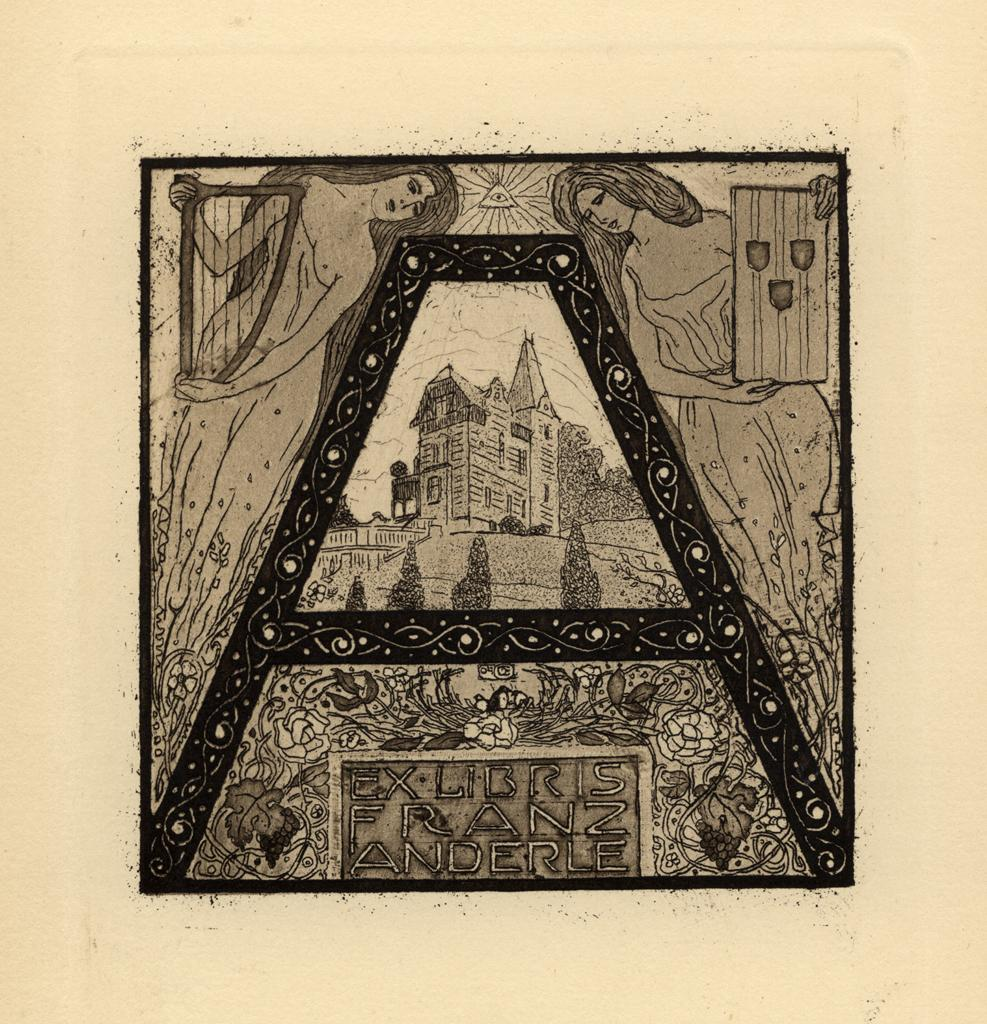
Ex-libris para livros de Franz Anderle
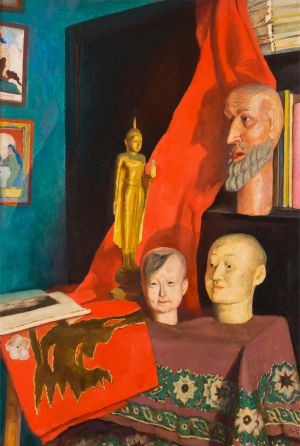
Kout v mém ateliéru (Canto do meu Estúdio), hoje na Galeria Nacional de Praga
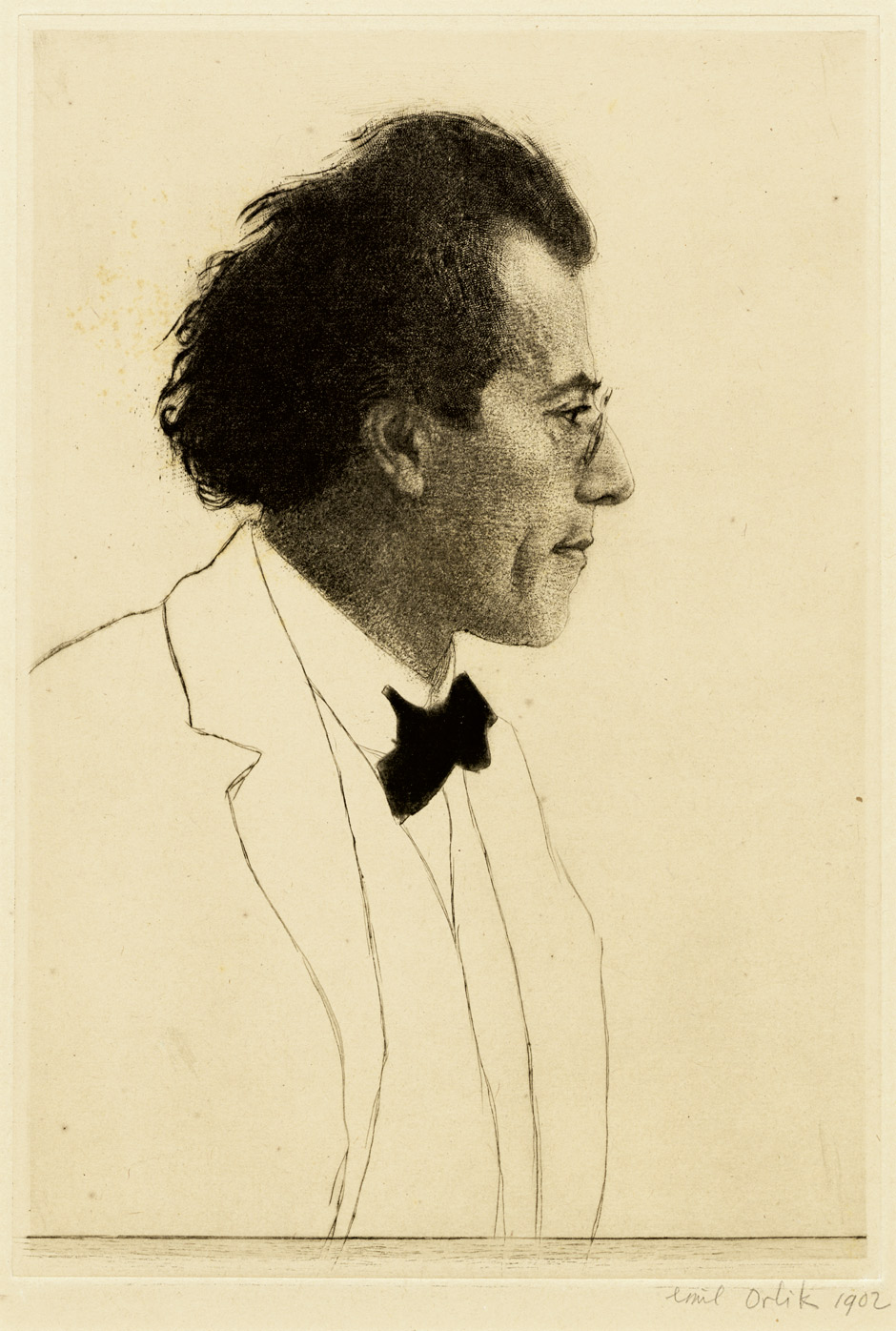
Gustav Mahler, 1902